# Annales laureshamenses
Gli Annales laureshamenses o Annali di Lorsch (AL) sono un insieme di annali del regno franco che coprono gli anni dal 703 all'803, con un breve prologo. Gli annali iniziano dove finisce la Chronica minora dello storico anglosassone Beda il Venerabile - nel quinto anno dell'Imperatore Tiberio III - e potrebbero essere stati originariamente composti come continuazione dell'opera di Beda.
Gli annali per gli anni fino al 785 furono scritti nell'abbazia di Lorsch (da cui il nome), ma dipendono da fonti precedenti. Quelli per gli anni dal 785 in poi formano una fonte indipendente e forniscono una copertura particolarmente importante dell'incoronazione imperiale di Carlo Magno nell'800. Gli Annales laureshamenses sono stati tradotti in inglese.